# Stictolelaps
Stictolelaps är ett släkte av steklar. Stictolelaps ingår i familjen puppglanssteklar.
Kladogram enligt Catalogue of Life:
| Stictolelaps | \| \| Stictolelaps flaviventris \| \| \| \| \| \| Stictolelaps stigmatus \| \| \| \| |
|              | \| \| Stictolelaps flaviventris \| \| \| \| \| \| Stictolelaps stigmatus \| \| \| \| |
|              | Stictolelaps flaviventris                                                            |
|              |                                                                                      |
|              | Stictolelaps stigmatus                                                               |
|              |                                                                                      |